# Pływanie na Letnich Igrzyskach Olimpijskich 1924
Pływanie na Letnich Igrzyskach Olimpijskich 1924 w Paryżu rozgrywane było w dniach od 13 do 20 lipca 1924 r. Zawody odbyły się na pływalni Piscine des Tourelles. Przeprowadzono 11 konkurencji, w tym 5 kobiecych. Kilkoro zawodników zdobyło po 3 medale, jednak tylko Johnny Weissmuller wywalczył 3 złota (poza tym zdobył również brąz w turnieju piłki wodnej).

## Medaliści

### Mężczyźni
| Konkurencja:                         | Złoto: | Czas    | Srebro:                                                                                        | Czas    | Brąz:                                                                                            | Czas    |
| 100 m stylem dowolnym (szczegóły)    | Johnny Weissmuller                                                                                              | 59,0    | Duke Kahanamoku                                                                                | 1:01,4  | Samuel Kahanamoku                                                                                | 1:01,8  |
| 400 m stylem dowolnym (szczegóły)    | Johnny Weissmuller                                                                                              | 5:04,2  | Arne Borg                                                                                      | 5:05,6  | Boy Charlton                                                                                     | 5:06,6  |
| 1500 m stylem dowolnym (szczegóły)   | Boy Charlton | 20:06,6 | Arne Borg                                                                                      | 20:41,4 | Frank Beaurepaire                                                                                | 21:48,4 |
| 100 m stylem grzbietowym (szczegóły) | Warren Kealoha                                                                                                  | 1:13,2  | Paul Wyatt                                                                                     | 1:15,4  | Károly Bartha                                                                                    | 1:17,8  |
| 200 m stylem klasycznym (szczegóły)  | Bob Skelton | 2:56,6  | Joseph De Combe                                                                                | 2:59,2  | William Kirschbaum                                                                               | 3:01,0  |
| 4 × 200 metrów dowolnym (szczegóły)  | Stany Zjednoczone · Ralph Breyer, · Harrison Glancy, · Wallace O'Connor, · Johnny Weissmuller, · Richard Howell | 9:53,4  | Australia · Boy Charlton, · Moss Christie, · Frank Beaurepaire, · Ernest Henry, · Ivan Stedman | 10:02,2 | Szwecja · Arne Borg, · Åke Borg, · Orvar Trolle, · Georg Werner, · Thor Henning, · Gösta Persson | 10:06,8 |

### Kobiety
| Konkurencja:                         | Złoto:                                                                                          | Czas   | Srebro:                                                                               | Czas   | Brąz:                                                                      | Czas   |
| 100 m stylem dowolnym (szczegóły)    | Ethel Lackie                                                                                    | 1:12,4 | Mariechen Wehselau                                                                    | 1:12,8 | Gertrude Ederle                                                            | 1:14,2 |
| 400 m stylem dowolnym (szczegóły)    | Martha Norelius                                                                                 | 6:02,2 | Helen Wainwright                                                                      | 6:03,8 | Gertrude Ederle                                                            | 6:04,8 |
| 100 m stylem grzbietowym (szczegóły) | Sybil Bauer                                                                                     | 1:23,2 | Phyllis Harding                                                                       | 1:27,4 | Aileen Riggin                                                              | 1:28,2 |
| 200 m stylem klasycznym (szczegóły)  | Lucy Morton                                                                                     | 3:33,2 | Agnes Geraghty                                                                        | 3:34,0 | Gladys Carson                                                              | 3:35,4 |
| 4 × 100 metrów dowolnym (szczegóły)  | Stany Zjednoczone · Euphrasia Donnelly, · Gertrude Ederle, · Ethel Lackie, · Mariechen Wehselau | 4:58,8 | Wielka Brytania · Florence Barker, · Constance Jeans, · Grace McKenzie, · Iris Tanner | 5:17,0 | Szwecja · Aina Berg, · Gurli Ewerlund, · Wivan Pettersson, · Hjördis Töpel | 5:35,6 |

## Kraje uczestniczące
W zawodach wzięło udział 169 pływaków z 23 krajów:
| - Argentyna (4) - Australia (5) - Belgia (6) - Czechosłowacja (9) - Dania (4) - Finlandia (2) - Francja (20) - Grecja (1) | - Hiszpania (4) - Holandia (12) - Japonia (6) - Królestwo SHS (6) - Kanada (2) - Luksemburg (4) - Norwegia (1) - Nowa Zelandia (2) | - Portugalia (1) - Stany Zjednoczone (26) - Szwajcaria (2) - Szwecja (14) - Węgry (6) - Wielka Brytania (26) - Włochy (6) |

## Klasyfikacja medalowa
| Miejsce | Państwo           | Złoto | Srebro | Brąz | Razem |
| ------- | ----------------- | ----- | ------ | ---- | ----- |
| 1       | Stany Zjednoczone | 9     | 5      | 5    | 19    |
| 2       | Wielka Brytania   | 1     | 2      | 1    | 4     |
| 3       | Australia         | 1     | 1      | 2    | 4     |
| 4       | Szwecja           | 0     | 2      | 2    | 4     |
| 5       | Belgia            | 0     | 1      | 0    | 1     |
| 6       | Węgry             | 0     | 0      | 1    | 1     |
| Razem   | Razem             | 11    | 11     | 11   | 33    |